# 特剛
圖爾巩（Turgon)，是英国作家约翰•罗纳德•瑞尔•托尔金的史诗式长篇奇幻小说《精灵宝钻》中的人物。是诺多族的第五位至高王，诺多族第三位至高王芬国昐（Fingolfin)的次子，诺多族第四位至高王芬巩（Fingon)的弟弟，雅瑞希爾（Aredhel)是其妹妹,此外还有一个弟弟叫阿尔巩（Argon)。
圖爾巩（Turgon)是其辛达语名字，原本的昆雅语名字Turukáno，意思是"胜利的指挥官"。

## 生平
虽然特剛最初反对费艾诺返回中洲，但他最后依然按照费艾诺的意愿起行，经过赫尔卡拉赫海峡时，特剛的妻子埃兰崴因掉入冰冷的海水而死。
他和芬罗德•费拉贡德在西瑞安河出游时，“众水的主宰”维拉乌欧牟（Ulmo)在他们熟睡时托梦给他们，要求他们寻找一出隐秘的地点建立据点以抵抗魔苟斯。
在乌欧牟指示下，他发现了环抱山脉（Encircling Mountains）中的图姆拉登平原（Tumladen），并在那里建立隐匿王国刚多林。因为乌欧牟知道曼督斯的诅咒总有一天会在特剛身上应验，因此向特剛表示在诅咒应验前，将会有一个人类前往刚多林警告他，那个人类就是图奥（Tuor）。
尼尔耐斯•阿诺迪亚德（泪雨之战）中，特剛出乎众人意料，带领刚多林1万多名士兵前去支援芬巩。当诺多族失败已成定局时，图奥的父亲胡奥与其伯伯胡林请求特剛撤回刚多林，为精灵和人类保留希望。在哈多家族的掩护下，特剛带领剩余的士兵和召集的芬巩残部成功撤回刚多林。
后来，乌欧牟亲自在图奥面前现身，要求并指引他前往刚多林警告特剛，随后图奥与精灵沃隆威同行，并在他的带领下成功抵达刚多林，之后图奥与特剛的女儿伊缀尔•凯勒布琳达尔相爱，生下了航海家埃雅仁迪尔。
图奥向特剛陈明乌欧牟的话语，说魔苟斯的力量渐渐污染了河水，乌欧牟的力量正在后退，特剛必须放弃刚多林，带领子民前往大海，并在海边建造船只，寻找前往维林诺的航路，他们当中的部分使者可能会求得维拉的宽恕和精灵的同情，并获得维拉的援助，引兵打败魔苟斯。但特剛深信图姆拉登山谷的隐匿和刚多林固若金汤的防御能保证刚多林不受攻击，且特剛不愿放弃他心爱的刚多林，所以最后特剛拒绝了乌欧牟的要求。
迈格林一直暗恋伊缀尔，但特剛從来都没有答应将伊缀尔许配给他，但外来的人类图奥却娶到伊缀尔，使得迈格林大为不满。有一次，迈格林外出寻找矿藏，不幸被魔苟斯的奥克抓住，起初，迈格林没有开口，但当魔苟斯许诺将伊缀尔和刚多林的统治权作为报酬时，迈格林不出意外地向魔苟斯泄露了刚多林的位置、进去方式、城防布置，并建议魔苟斯制造机械龙用来破坏刚多林的防御。
在一切准备就绪后，魔苟斯于夏至日进攻刚多林。起初，其他领主和图奥都建议特剛放弃刚多林并向北突围，但迈格林和依附于他的萨尔甘特的蛊惑下，特剛决定坚守刚多林。由于敌我差距悬殊，且迈格林背叛，刚多林必然失守。当图奥请求特剛撤离时，由于特剛不愿抛弃心爱的刚多林，决定与刚多林共存亡，并登上王之塔。
当图奥等人离开不久后，在巨龙猛烈的打击下，王之塔倒塌，站立在其中的特剛随之被掩埋，结束了特剛传奇又悲壮的一生。

## 芬国昐家族
芬国昐 (Fingolfin) - 图尔巩的父亲
芬巩 (Fingon) - 图尔巩的哥哥
阿瑞蒂尔 (Aredhel) - 图尔巩的妹妹
阿尔巩 (Argon) - 图尔巩的弟弟
埃兰崴 (Elenwë) - 图尔巩的妻子
伊缀尔，(Idril) - 图尔巩的女儿
图奥 (Tuor) - 图尔巩的女婿
埃欧尔 (Eöl) - 图尔巩的妹夫
迈格林 (Maeglin) - 图尔巩的姨甥
埃雅仁迪尔 (Eärendil) - 图尔巩的外孙